# PANDAS

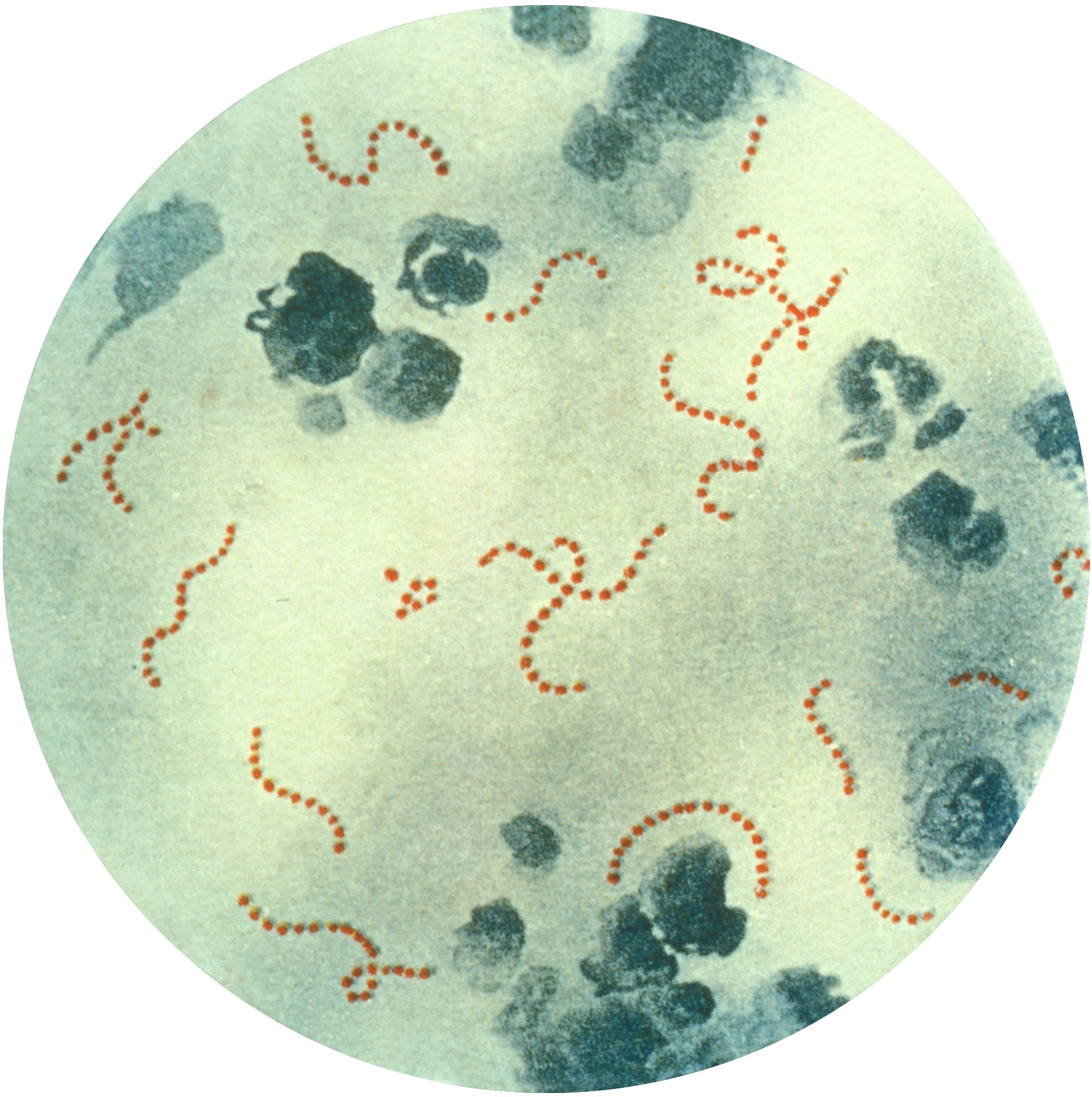
Streptococcus pyogenes, in rosso, il più comune streptococco di gruppo A.

PANDAS è un acronimo che sta per pediatric autoimmune neuropsychiatric disorders associated with streptococcal infections (disturbi neuropsichiatrici infantili autoimmuni associati a infezioni da streptococco).
Il termine serve a descrivere un'ipotesi nosologica che sostiene l'esistenza di un sottoinsieme di bambini con rapida insorgenza di disturbo ossessivo-compulsivo (DOC) e/o tic correlata con infezioni da streptococco β emolitico di gruppo A. La connessione proposta tra l'infezione e tali disturbi psichici si basa sulla teoria che possa esserci un'iniziale reazione autoimmune scatenata dalla presenza del batterio, con la produzione di anticorpi che, interferendo con i gangli della base, siano responsabili del quadro clinico.
Tali ipotesi si basa su studi osservazionali condotti dai National Institutes of Health statunitensi e su successivi studi clinici che sembravano dimostrare la presenza di drammatiche e improvvise esacerbazioni di disturbo ossessivo-compulsivo e tic conseguenti le infezioni. Esistono prove cliniche di una correlazione tra l'infezione streptococcica e l'insorgenza di alcuni casi di DOC e tic, ma i risultati non sono conclusivi. Sono sorte numerose controversie riguardanti tale ipotesi; si discute sull'opportunità di ritenerla un'entità nosologica distinta rispetto agli altri casi di sindrome di Tourette e di disturbo ossessivo-compulsivo.
I PANDAS non sono una malattia riconosciuta: non sono contenuti né nella classificazione ICD dell'Organizzazione mondiale della sanità, né nel Manuale diagnostico e statistico dei disturbi mentali. Nel 2012 lo stesso gruppo di ricerca che nel 1994 definì i PANDAS ha proposto il termine pediatric acute-onset neuropsychiatric syndrome (PANS, in italiano traducibile come sindrome neuropsichiatrica infantile ad insorgenza acuta) per descrivere l'insorgenza acuta di disturbo ossessivo-compulsivo correlato non solamente a infezioni pregresse, ma in generale ad apparenti fattori precipitanti ambientali o a disfunzioni immunitarie.